# 杜氏卡拉鲾
杜氏卡拉鲾（学名：Karalla dussumieri）又名杜氏鲾，为鲾科卡拉鲾属的鱼类。分布于印度洋、南洋群岛以及中国南海等海域，主要生活于热带海近岸地区。